# DreamWeb
DreamWeb is een videospel voor de Commodore Amiga en voor DOS. Het spel werd uitgebracht in 1994.

## Ontvangst
| Beoordeeld door                | Platform | Datum            | Score |
| ------------------------------ | -------- | ---------------- | ----- |
| Retrogaming History            | DOS      | 22 juni 2010     | 85%   |
| Adventure's Planet             | DOS      | 18 januari 2012  | 85%   |
| Power Play                     | DOS      | oktober 1994     | 85%   |
| PC Games (Duitsland)           | DOS      | december 1994    | 78%   |
| PC Gamer                       | DOS      | januari 1995     | 76%   |
| PC Games (Duitsland)           | DOS      | oktober 1994     | 76%   |
| PC Player (Duitsland)          | DOS      | november 1994    | 66%   |
| ASM (Aktueller Software Markt) | DOS      | december 1994    | 58%   |
| Adventure Classic Gaming       | DOS      | 11 december 2006 | 40%   |
| Quandary                       | DOS      | 14 april 1995    | 20%   |